# Coppa Davis 1993
La Coppa Davis 1993 è stata l'82ª edizione del massimo torneo riservato alle nazionali maschili di tennis. Vi hanno partecipato 100 nazioni. Nella finale disputata dal 3 al 5 dicembre all'Exhibition Hall di Düsseldorf in Germania, la Germania ha battuto l'Australia.

## Gruppo Mondiale
| Squadre partecipanti | Squadre partecipanti | Squadre partecipanti | Squadre partecipanti |
| Australia            | Austria              | Brasile              | Cuba                 |
| Rep. Ceca            | Danimarca            | Francia              | Germania             |
| India                | Italia               | Paesi Bassi          | Russia               |
| Spagna               | Svezia               | Svizzera             | Stati Uniti          |
| -------------------- | -------------------- | -------------------- | -------------------- |

### Tabellone
|  | Primo turno 26-28 marzo              | Primo turno 26-28 marzo | Primo turno 26-28 marzo    |                         |             | Quarti di finale 16-18 luglio | Quarti di finale 16-18 luglio   | Quarti di finale 16-18 luglio |   |  | Semifinali 24-26 settembre | Semifinali 24-26 settembre          | Semifinali 24-26 settembre |   |  | Finale 3-5 dicembre | Finale 3-5 dicembre | Finale 3-5 dicembre |
|  |                                      |                         |                            |                         |             |                               |                                 |                               |   |  |                            |                                     |                            |   |  |                     |                     |                     |
|  | Melbourne, Australia (erba)          |                         |                            |                         |             |                               |                                 |                               |   |  |                            |                                     |                            |   |  |                     |                     |                     |
|  |                                      | Stati Uniti             | 1                          |                         |             |                               |                                 |                               |   |  |                            |                                     |                            |   |  |                     |                     |                     |
|  |                                      | Stati Uniti             | 1                          | Firenze, Italia (Terra) |             |                               |                                 |                               |   |  |                            |                                     |                            |   |  |                     |                     |                     |
|  |                                      | Australia               | 4                          |                         |             |                               |                                 |                               |   |  |                            |                                     |                            |   |  |                     |                     |                     |
|  |                                      | Australia               | 4                          |                         | Australia   | 3                             |                                 |                               |   |  |                            |                                     |                            |   |  |                     |                     |                     |
|  | Modena, Italia (Sintetico indoor)    |                         |                            |                         | Australia   | 3                             |                                 |                               |   |  |                            |                                     |                            |   |  |                     |                     |                     |
|  |                                      |                         | Italia                     | 2                       |             |                               |                                 |                               |   |  |                            |                                     |                            |   |  |                     |                     |                     |
|  |                                      | Italia                  | Italia                     | 2                       | 4           |                               |                                 |                               |   |  |                            |                                     |                            |   |  |                     |                     |                     |
|  |                                      | Italia                  |                            |                         | 4           |                               | Chandigarh, India (erba)        |                               |   |  |                            |                                     |                            |   |  |                     |                     |                     |
|  |                                      | Brasile                 | 1                          |                         |             |                               |                                 |                               |   |  |                            |                                     |                            |   |  |                     |                     |                     |
|  |                                      |                         |                            |                         |             |                               |                                 | Australia                     | 5 |  |                            |                                     |                            |   |  |                     |                     |                     |
|  | Vienna, Austria (Terra indoor)       |                         |                            |                         |             |                               |                                 | Australia                     | 5 |  |                            |                                     |                            |   |  |                     |                     |                     |
|  |                                      |                         | India                      | 0                       |             |                               |                                 |                               |   |  |                            |                                     |                            |   |  |                     |                     |                     |
|  |                                      | Francia                 | India                      | 0                       | 4           |                               |                                 |                               |   |  |                            |                                     |                            |   |  |                     |                     |                     |
|  |                                      | Francia                 | Cannes, Francia (Terra)    |                         | 4           |                               |                                 |                               |   |  |                            |                                     |                            |   |  |                     |                     |                     |
|  |                                      | Austria                 | 1                          |                         |             |                               |                                 |                               |   |  |                            |                                     |                            |   |  |                     |                     |                     |
|  |                                      | Austria                 | 1                          |                         | Francia     | 2                             |                                 |                               |   |  |                            |                                     |                            |   |  |                     |                     |                     |
|  | Calcutta, India (erba)               |                         |                            |                         | Francia     | 2                             |                                 |                               |   |  |                            |                                     |                            |   |  |                     |                     |                     |
|  |                                      |                         | India                      | 3                       |             |                               |                                 |                               |   |  |                            |                                     |                            |   |  |                     |                     |                     |
|  |                                      | Svizzera                | India                      | 3                       | 2           |                               |                                 |                               |   |  |                            |                                     |                            |   |  |                     |                     |                     |
|  |                                      | Svizzera                |                            |                         | 2           |                               |                                 |                               |   |  |                            | Düsseldorf, Germania (Terra indoor) |                            |   |  |                     |                     |                     |
|  |                                      | India                   | 3                          |                         |             |                               |                                 |                               |   |  |                            |                                     |                            |   |  |                     |                     |                     |
|  |                                      |                         |                            |                         |             |                               |                                 |                               |   |  |                            |                                     | Australia                  | 1 |  |                     |                     |                     |
|  | Barcellona, Spagna (Terra)           |                         |                            |                         |             |                               |                                 |                               |   |  |                            |                                     | Australia                  | 1 |  |                     |                     |                     |
|  |                                      |                         | Germania                   | 4                       |             |                               |                                 |                               |   |  |                            |                                     |                            |   |  |                     |                     |                     |
|  |                                      | Paesi Bassi             | Germania                   | 4                       | 3           |                               |                                 |                               |   |  |                            |                                     |                            |   |  |                     |                     |                     |
|  |                                      | Paesi Bassi             | L'Aia, Paesi Bassi (Terra) |                         | 3           |                               |                                 |                               |   |  |                            |                                     |                            |   |  |                     |                     |                     |
|  |                                      | Spagna                  | 2                          |                         |             |                               |                                 |                               |   |  |                            |                                     |                            |   |  |                     |                     |                     |
|  |                                      | Spagna                  | 2                          |                         | Paesi Bassi | 1                             |                                 |                               |   |  |                            |                                     |                            |   |  |                     |                     |                     |
|  | Kalmar, Svezia (Sintetico indoor)    |                         |                            |                         | Paesi Bassi | 1                             |                                 |                               |   |  |                            |                                     |                            |   |  |                     |                     |                     |
|  |                                      |                         | Svezia                     | 4                       |             |                               |                                 |                               |   |  |                            |                                     |                            |   |  |                     |                     |                     |
|  |                                      | Cuba                    | Svezia                     | 4                       | 0           |                               |                                 |                               |   |  |                            |                                     |                            |   |  |                     |                     |                     |
|  |                                      | Cuba                    |                            |                         | 0           |                               | Borlänge, Svezia (Terra indoor) |                               |   |  |                            |                                     |                            |   |  |                     |                     |                     |
|  |                                      | Svezia                  | 5                          |                         |             |                               |                                 |                               |   |  |                            |                                     |                            |   |  |                     |                     |                     |
|  |                                      |                         |                            |                         |             |                               |                                 | Svezia                        | 0 |  |                            |                                     |                            |   |  |                     |                     |                     |
|  | Aarhus, Danimarca (Sintetico indoor) |                         |                            |                         |             |                               |                                 | Svezia                        | 0 |  |                            |                                     |                            |   |  |                     |                     |                     |
|  |                                      |                         | Germania                   | 5                       |             |                               |                                 |                               |   |  |                            |                                     |                            |   |  |                     |                     |                     |
|  |                                      | Danimarca               | Germania                   | 5                       | 1           |                               |                                 |                               |   |  |                            |                                     |                            |   |  |                     |                     |                     |
|  |                                      | Danimarca               | Halle, Germania (erba)     |                         | 1           |                               |                                 |                               |   |  |                            |                                     |                            |   |  |                     |                     |                     |
|  |                                      | Rep. Ceca               | 4                          |                         |             |                               |                                 |                               |   |  |                            |                                     |                            |   |  |                     |                     |                     |
|  |                                      | Rep. Ceca               | 4                          |                         | Rep. Ceca   | 1                             |                                 |                               |   |  |                            |                                     |                            |   |  |                     |                     |                     |
|  | Mosca, Russia (Sintetico indoor)     |                         |                            |                         | Rep. Ceca   | 1                             |                                 |                               |   |  |                            |                                     |                            |   |  |                     |                     |                     |
|  |                                      |                         | Germania                   | 4                       |             |                               |                                 |                               |   |  |                            |                                     |                            |   |  |                     |                     |                     |
|  |                                      | Russia                  | Germania                   | 4                       | 1           |                               |                                 |                               |   |  |                            |                                     |                            |   |  |                     |                     |                     |
|  |                                      | Russia                  |                            |                         | 1           |                               |                                 |                               |   |  |                            |                                     |                            |   |  |                     |                     |                     |
|  |                                      | Germania                | 4                          |                         |             |                               |                                 |                               |   |  |                            |                                     |                            |   |  |                     |                     |                     |

### Finale
| Germania 4 | Exhibition Hall, Düsseldorf, Germania 3-5 dicembre 1993 Terra (indoor) | Exhibition Hall, Düsseldorf, Germania 3-5 dicembre 1993 Terra (indoor) | Australia 1 |      |      |      |     |  |
| \| \| \| \| 1 \| 2 \| 3 \| 4 \| 5 \| \| \| - \| \| -------------------------------------------------------------- \| ---- \| ---- \| ---- \| ---- \| --- \| \| \| 1 \| \| Michael Stich Jason Stoltenberg \| 62 7 \| 6 3 \| 6 1 \| 4 6 \| 6 3 \| \| \| 2 \| \| Marc-Kevin Goellner Richard Fromberg \| 6 3 \| 7 5 \| 69 7 \| 2 6 \| 7 9 \| \| \| 3 \| \| Patrik Kühnen / Michael Stich Todd Woodbridge / Mark Woodforde \| 7 65 \| 4 6 \| 6 3 \| 7 65 \| \| \| \| 4 \| \| Michael Stich Richard Fromberg \| 6 4 \| 6 2 \| 6 2 \| \| \| \| \| 5 \| \| Marc-Kevin Goellner Jason Stoltenberg \| 6 1 \| 62 7 \| 7 64 \| \| \| \| |                                                                        |                                                                        |             |      |      |      |     |  |
| |                                                                        |                                                                        | 1           | 2    | 3    | 4    | 5   |  |
| 1 | Germania (bandiera) · Australia (bandiera)                             | Michael Stich Jason Stoltenberg                                        | 62 7        | 6 3  | 6 1  | 4 6  | 6 3 |  |
| 2 | Germania (bandiera) · Australia (bandiera)                             | Marc-Kevin Goellner Richard Fromberg                                   | 6 3         | 7 5  | 69 7 | 2 6  | 7 9 |  |
| 3 | Germania (bandiera) · Australia (bandiera)                             | Patrik Kühnen / Michael Stich Todd Woodbridge / Mark Woodforde         | 7 65        | 4 6  | 6 3  | 7 65 |     |  |
| 4 | Germania (bandiera) · Australia (bandiera)                             | Michael Stich Richard Fromberg                                         | 6 4         | 6 2  | 6 2  |      |     |  |
| 5 | Germania (bandiera) · Australia (bandiera)                             | Marc-Kevin Goellner Jason Stoltenberg                                  | 6 1         | 62 7 | 7 64 |      |     |  |

## Turno di qualificazione al Gruppo Mondiale
Date: 22-26 settembre
| Città                                          | Squadra ospitante | Punteggio | Squadra ospite |
| ---------------------------------------------- | ----------------- | --------- | -------------- |
| Ramat HaSharon, Israele (Cemento)              | Israele           | 3-2       | Svizzera       |
| Budapest, Ungheria (Terra)                     | Ungheria          | 4-1       | Argentina      |
| Christchurch, Nuova Zelanda (Sintetico indoor) | Nuova Zelanda     | 2-3       | Austria        |
| Charlotte, Stati Uniti (Cemento)               | Stati Uniti       | 5-0       | Bahamas        |
| Bruxelles, Belgio (Terra)                      | Belgio            | 3-1       | Brasile        |
| Copenaghen, Danimarca (Sintetico indoor)       | Danimarca         | 3-2       | Croazia        |
| San Pietroburgo, Russia (Sintetico indoor)     | Russia            | 5-0       | Cuba           |
| Seul, Corea del Sud (Cemento)                  | Corea del Sud     | 0-5       | Spagna         |

- Belgio, Ungheria ed Israele promosse al Gruppo Mondiale della Coppa Davis 1994.
- Austria, Danimarca, Russia, Spagna e Stati Uniti rimangono nel Gruppo Mondiale della Coppa Davis 1994.
- Argentina (AMN), Bahamas (AMN), Croazia (EA), Nuova Zelanda (AO) e Corea del Sud (AO) rimangono nel Gruppo I della Coppa Davis 1994.
- Brasile, (AMN), Cuba (AMN) e Svizzera (EA) retrocesse nel Gruppo I della Coppa Davis 1994.

## Zona Americana

### Gruppo I
Squadre partecipanti
- Argentina — promossa al Turno di qualificazione al Gruppo Mondiale
- Bahamas — promossa al Turno di qualificazione al Gruppo Mondiale
- Canada — retrocessa nel Gruppo II della Coppa Davis 1994
- Cile
- Messico
- Uruguay

### Gruppo II
Squadre partecipanti
- Colombia
- Ecuador
- Haiti — retrocessa nel Gruppo III della Coppa Davis 1994
- Paraguay
- Perù — promossa al Gruppo I della Coppa Davis 1994
- Porto Rico
- Rep. Dominicana — retrocessa nel Gruppo III della Coppa Davis 1994
- Venezuela

### Gruppo III
Squadre partecipanti
- Barbados
- Bolivia
- Caraibi dell'Est
- Costa Rica
- El Salvador
- Giamaica — promossa al Gruppo II della Coppa Davis 1994
- Guatemala — promossa al Gruppo II della Coppa Davis 1994
- Trinidad e Tobago

## Zona Asia/Oceania

### Gruppo I
Squadre partecipanti
- Corea del Sud — promossa al Turno di qualificazione al Gruppo Mondiale
- Filippine
- Giappone
- Hong Kong
- Indonesia
- Nuova Zelanda — promossa al Turno di qualificazione al Gruppo Mondiale

### Gruppo II
Squadre partecipanti
- Cina — promossa al Gruppo I della Coppa Davis 1994
- Giordania — retrocessa nel Gruppo III della Coppa Davis 1994
- Iran
- Kuwait — retrocessa nel Gruppo III della Coppa Davis 1994
- Malaysia
- Pakistan
- Sri Lanka
- Thailandia

### Gruppo III
Squadre partecipanti
- Arabia Saudita — promossa al Gruppo II della Coppa Davis 1994
- Bahrein
- Bangladesh
- Emirati Arabi Uniti
- Libano
- Qatar
- Singapore — promossa al Gruppo II della Coppa Davis 1994
- Siria

## Zona Euro-Africana

### Gruppo I
Squadre partecipanti
- Belgio — promossa al Turno di qualificazione al Gruppo Mondiale
- Croazia[2] — promossa al Turno di qualificazione al Gruppo Mondiale
- Finlandia — retrocessa nel Gruppo II della Coppa Davis 1994
- Israele — promossa al Turno di qualificazione al Gruppo Mondiale
- Kenya — retrocessa nel Gruppo II della Coppa Davis 1994
- Lussemburgo
- Norvegia
- Portogallo
- Regno Unito
- Ungheria — promossa alTurno di qualificazione al Gruppo Mondiale
- Zimbabwe

### Gruppo II
Squadre partecipanti
- Algeria — retrocessa nel Gruppo III della Coppa Davis 1994
- Bulgaria
- Cipro — retrocessa nel Gruppo III della Coppa Davis 1994
- Costa d'Avorio — retrocessa nel Gruppo III della Coppa Davis 1994
- Egitto
- Ghana
- Grecia
- Irlanda
- Marocco
- Monaco
- Nigeria
- Polonia
- Romania — promossa al Gruppo I della Coppa Davis 1994
- Senegal
- Sudafrica — promossa al Gruppo I della Coppa Davis 1994
- Tunisia — retrocessa nel Gruppo III della Coppa Davis 1994

### Gruppo III
Squadre partecipanti
- Benin
- Gibuti
- Estonia[1] — promossa al Gruppo II della Coppa Davis 1994
- Lettonia[1] — promossa al Gruppo II della Coppa Davis 1994
- Malta
- Rep. del Congo
- San Marino
- Slovenia[2] — promossa al Gruppo II della Coppa Davis 1994
- Togo
- Turchia
- Ucraina[1] — promossa al Gruppo II della Coppa Davis 1994
- Zambia